# Kriegsgräberstätte Eschfeld

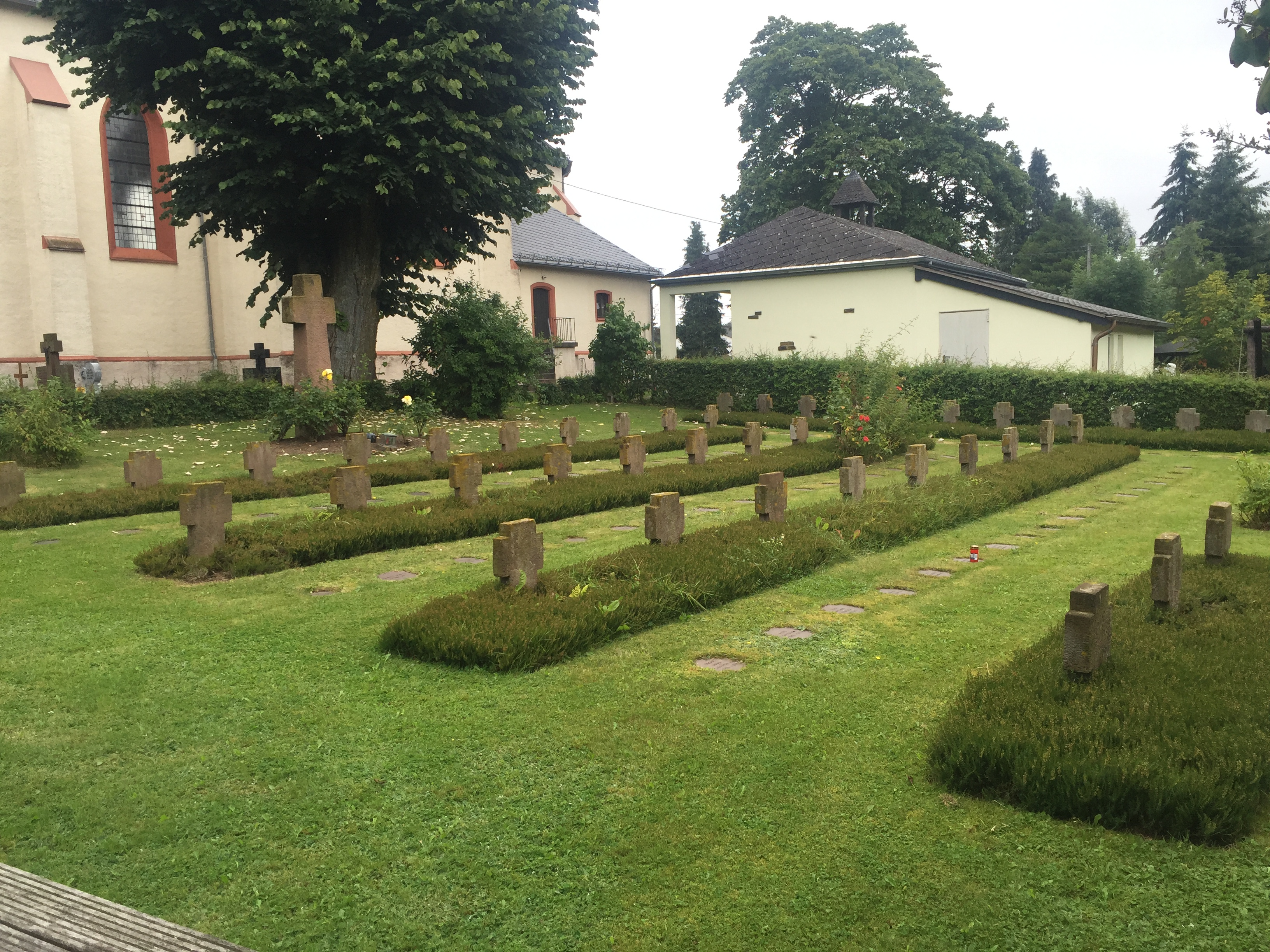
Ausschnitt des Ehrenfriedhofs

Die Kriegsgräberstätte Eschfeld ist ein Ehrenfriedhof in der Ortsgemeinde Eschfeld im Eifelkreis Bitburg-Prüm in Rheinland-Pfalz.

## Geographische Lage
Der Ehrenfriedhof befindet sich zentral im Ort, unmittelbar neben der Pfarrkirche St. Luzia.

## Geschichte
Die Kriegsgräberstätte Eschfeld umfasst insgesamt 99 Gräber von Soldaten die in den Jahren 1944 und 1945 in der Umgebung von Eschfeld gefallen sind. Einige Gräber stammen zudem von Soldaten, die an den Folgen von Verletzungen auf dem Verbandsplatz Eschfeld gestorben sind. Alle hier beerdigten Gefallenen sind Opfer der Ardennenoffensive, die während des Zweiten Weltkriegs stattfand.
Auf dem Gelände des Ehrenfriedhofs befindet sich ferner ein zentrales Denkmal für die Vermissten und Gefallenen der beiden Weltkriege. Hier werden auch die Namen der Soldaten aus den Nachbargemeinden Reiff, Roscheid, Sengerich und Krumbach (heute Wohnplatz von Herzfeld) aufgeführt.

## Einzelnachweis
1. ↑  Eintrag zu Ehrenfriedhof Eschfeld in der Datenbank der Kulturgüter in der Region Trier, abgerufen am 23. Januar 2022.

Koordinaten: 50° 6′ 44,4″ N, 6° 12′ 3,3″ O